# あさぎり町立免田小学校
あさぎり町立免田小学校（あさぎりちょうりつ めんだしょうがっこう）は、熊本県球磨郡あさぎり町免田東にある公立小学校。

## 概要
歴史
1875年（明治8年）に「免田学校」として創立。現校名になったのは2003年（平成15年）。2025年（令和7年）に創立150年を迎えた。
校訓
「やさしく、かしこく、たくましい免田っ子」
学校教育目標
「夢を持ち、心豊かでたくましく、自ら学ぶ児童の育成」
校章
中央に校名の頭文字である「免」の文字を配している。
校歌
1957年（昭和32年）制定。
通学区域
あさぎり町のうち、「築地、吉井、吉井住宅、久鹿、二子、黒田、永才、下乙、八幡町、大正町、本町、堀の角、寺池（一部）」。中学校区はあさぎり町立あさぎり中学校。

## 沿革
- 1875年（明治8年）10月 - 免田村字黒田迫田に「免田学校」が創立。字吉井に免田分校を設置。
- 1884年（明治17年）4月 - 免田村堂山に「公立免田小学校」が設置される。分校を廃止。
- 1887年（明治20年）- 小学校令施行により、尋常科を設置の上、「尋常免田小学校」に改称。
- 1889年（明治22年）4月1日 - 町村制施行により、球磨郡「免田村」が発足。
- 1892年（明治25年）- 「免田尋常小学校」に改称。免田村字下乙地区の児童を一武村に委託。
- 1898年（明治31年）10月 - 免田村字あばら松に校舎が完成。補習科（1年制）を設置。
- 1901年（明治34年）4月 - 高等科（2年制）を設置の上、「免田尋常高等小学校」（尋常科4年・高等科2年）に改称。
- 1908年（明治41年）4月 - 改正小学校令により、尋常科（義務教育年限）が4年制から6年制に改められる。従来の高等科1・2年が尋常科5・6年に改められるため、高等科を廃止の上、「免田尋常小学校」（尋常科6年）に改称。
- 1915年（大正4年）4月 - 高等科（2年制）を併置の上、「免田尋常高等小学校」（尋常科6年・高等科2年）に改称。
- 1922年（大正11年）4月 - 校舎を現在地に移転。木造2階建て校舎1棟等が完成。
- 1931年（昭和6年）10月 - 講堂が完成。
- 1936年（昭和11年）- 校舎1棟を新築。特別教室等を増築。
- 1937年（昭和12年）4月1日 - 免田村が町制施行により「免田町」となる。
- 1941年（昭和16年）4月1日 - 国民学校令施行により、「球磨郡免田町免田国民学校」と改称。尋常科を初等科に改める。
- 1947年（昭和22年）4月1日 - 学制改革が行われる（六・三制の実施）。
  - 国民学校初等科は、新制小学校「免田町立免田小学校」に改組・改称。
  - 国民学校高等科は青年学校普通科とともに、新制中学校「あさぎり町立免田中学校」に改組・改称。小学校に併設される。
- 1948年（昭和23年）- 給食を実施。
- 1949年（昭和24年）- 免田中学校独立校舎の建設のために、前庭を売却。南側に運動場を新設。
- 1951年（昭和26年）- 正門が完成。
- 1952年（昭和27年）- 新校舎（2教室）を増築。
- 1953年（昭和28年）- 国旗掲揚台、二宮尊徳石像、気象観測場が完成。
- 1957年（昭和32年）- 校歌を制定。
- 1963年（昭和38年）- 完全給食を実施。岩石園が完成。
- 1971年（昭和46年）- 新校舎およびプールが完成。
- 1973年（昭和48年）- 特別教室および特殊学級教室が完成。
- 1974年（昭和49年）- 普通教室12等（第二期工事）が完了。
- 1976年（昭和51年）- 創立100周年記念式典を挙行。体育館が完成。
- 1979年（昭和54年） - 米釜給食を実施。
- 1989年（平成元年）- 校旗が贈呈される。
- 1991年（平成3年）- 学校給食センターが完成。パソコン教室が完成。
- 1994年（平成6年）- 南側校舎の大修理を実施。
- 1995年（平成7年）- 北側校舎の大修理を実施。
- 1998年（平成10年）- 交通公園を整地し、遊びの広場を設置。
- 2003年（平成15年）4月1日 - 球磨郡5町村の合併により「あさぎり町」が発足。「あさぎり町立免田小学校」（現校名）と改称。
- 2006年（平成18年）- あさぎり町給食センターが完成。
- 2010年（平成22年）- 太陽光パネルを設置。
- 2011年（平成23年）- 校舎および体育館の耐震補強工事が完了。
- 2012年（平成24年）4月1日 - あさぎり町立免田中学校の閉校により、中学校区があさぎり町立あさぎり中学校に変更となる。

## 交通アクセス
最寄りの鉄道駅
- くま川鉄道 湯前線「あさぎり駅」

最寄りのバス停留所
- 九州産交バス「免田八幡町」停留所・「あさぎり駅前」停留所

最寄りの幹線道路
- 国道219号
- 熊本県道48号多良木相良線

## 周辺
- あさぎり町生涯学習センター・免田地区体育館&武道館（旧・あさぎり町立免田中学校）
- るり光保育園
- 多良木警察署あさぎり交番
- あさぎり町商工会
- 肥後銀行免田支店

## 著名な出身者
- 内村光良（ウッチャンナンチャン） - 小学4年生の時に人吉市立西瀬小学校へ転校。